# 브래들리 효과
브래들리 효과(Bradley effect)는 미국에서 선거의 여론 조사에서는 지지율이 높게 나왔던 유색 인종 후보가 실제 선거에서 조사보다 낮은 득표율을 얻는 현상이다. 여론조사 때는 흑인 등 유색 인종 후보를 지지한다고 했던 백인들이, 정작 투표 때에는 다른 후보를 찍기 때문에 생기는 현상으로 알려져 있다.
1982년 미국 캘리포니아주의 주지사 선거에서 민주당 후보로 흑인인 토머스 브래들리(당시 로스앤젤레스 시장)는 여론조사와 출구조사에서 백인인 공화당 후보 조지 듀크미지언(당시 캘리포니아주 법무장관)을 앞섰지만, 실제 선거 결과에서는 브래들리가 패배했다. 이에 대해 학자들은 일부 백인들이 인종적 편견을 숨기기 위해 투표 전의 각종 조사에서 흑인 후보를 지지한다고 거짓으로 진술한 것으로 분석했다. 상당수의 백인 유권자들은 실제 투표 전에는 조사원에게 아직 후보를 결정하지 못하였다거나 비백인 후보를 지지한다고 말하지만 실제 투표장에서는 백인 후보를 찍는 현상이 있다고 분석되었다. 투표 후의 출구 조사에서는 출구조사원의 인종에 따라 자신의 지지후보를 밝히기를 어려워하는 측면도 있다고 보고 있다. 이러한 현상을 당시 브래들리 후보의 이름을 따서 브래들리 효과라고 부르게 되었다.
이러한 사례는 이후에도 유색 인종과 백인 후보가 경쟁했던 선거에서 자주 나타났다. 특히 1990년 버지니아주 주지사 선거에서 흑인인 더글러스 와일더 후보는 상대인 백인 후보를 여론 조사에서 큰 차이로 앞섰으나, 선거 결과 0.37% 차이로 간신히 당선되어 더욱 유명해졌으며, 이 현상을 와일더 효과(Wilder effect)라고도 한다. 그러나 이러한 현상은 여론 조사 기법이 부정확하여 생긴 오류에 불과하다는 반론도 있다. 
2000년대 이후로는 인종에 따른 투표 차이도 더욱 완화되었고, 여론 조사 기법도 더욱 발달하여 이러한 현상은 거의 나타나지 않고 있다. 2008년 대통령 선거에서는 흑인인 버락 오바마 후보는 여론조사에서 백인인 존 매케인 후보를 줄곧 앞섰으며, 실제 선거에서도 오바마는 매케인을 여유있게 제치고 당선되었다.

## 같이 보기
- 미국의 인종차별
- 침묵하는 다수